# Boassa
Boassa est une localité du département de Ouagadougou, dans la province de Kadiogo (région Centre) au Burkina Faso. En 2006, cette localité comptait 2 987 habitants dont 51,2 % de femmes.